# Liga Profesional Femenina de Fútbol 2021 (Colombia)
La Liga Profesional Femenina 2021  (oficialmente y por motivos de patrocinio, Liga Femenina BetPlay Dimayor 2021) fue la 5a edición de la Liga Profesional Femenina de Fútbol de Colombia.

## Sistema de juego
|              |              | Sistema de juego | Cantidad de equipos | Fechas                          |
| ------------ | ------------ | --- | ------------------- | ------------------------------- |
| Primera fase | Primera fase | - Sistema de liga (partidos de ida y vuelta) dividido en 2 grupos regionales, uno de cinco y otro de seis equipos. Avanzan los dos primeros de cada grupo a la siguiente ronda. | 11 equipos          | 10 de julio al 8 de agosto      |
| Fase final   | Fase final   | - Fases de eliminación directa (Semifinales) hasta que queden dos equipos finalistas.                                                                                           | 4 equipos           | 15 de agosto al 5 de septiembre |
| Gran final   | Gran final   | - Los 2 equipos vencedores de la fase anterior juegan una "gran final" en partidos de ida y vuelta por el campeonato.                                                           | 2 equipos           | 7 y 12 de septiembre            |

El campeonato se disputará con una primera fase en la que los 11 equipos participantes quedaron divididos en dos grupos, uno de cinco y otro de seis equipos, con partidos a ida y vuelta en formato todos contra todos, dando como resultado diez fechas a disputarse. De cada grupo avanzarán los dos primeros.
Una vez disputada la fase de grupos, los cuatro equipos que avancen jugarán fases de eliminación directa, desde semifinales hasta la final (que definirá al campeón del torneo) con partidos a ida y vuelta.
El campeón y el subcampeón del torneo clasificarán a la Copa Libertadores Femenina 2021.

## Controversias
En enero de 2021, la Dimayor anunció que en el mes de julio iniciará la Liga Femenina 2021, la cual durará menos de dos meses, sin equipos ni fixture confirmados.
Por su parte, las jugadoras de la Selección Colombia de mayores emitieron un comunicado oficial rechazando dicha decisión y expresando una "profunda preocupación frente al futuro" del torneo.
A la polémica que ha suscitado que por falta de recursos la Liga Femenina de fútbol profesional de 2021 durará tan solo algo más de un mes, desde mediados de julio hasta las primeras semanas de septiembre, también se supo que para el campeonato de mujeres de 2020, la División Mayor del Fútbol Colombiano (Dimayor) solo utilizó 900 millones de pesos de los 1.500 que le entregó el Ministerio del Deporte.

## Equipos participantes
La cantidad de equipos participantes se redujo de 13 a 11 para esta edición, teniendo en cuenta que Conmebol ya no obliga a los equipos que participen en los torneos internacionales masculinos de tener un equipo femenino. Es por eso que de esta edición no participa Junior de Barranquilla ni Deportivo Pasto. Pocas semanas antes del inicio del campeonato se retiró Cortuluá, que iba a regresar tras su más reciente participación en la temporada 2019.

### Datos de los clubes
| Equipo                  | Entrenador            | Ciudad        | Estadio                                          | Aforo         |
| ----------------------- | --------------------- | ------------- | ------------------------------------------------ | ------------- |
| América de Cali         | Andrés Usme           | Cali          | Olímpico Pascual Guerrero                        | 35.405        |
| Atlético Bucaramanga    | Álvaro Diego Herrera  | Bucaramanga   | Alfonso López                                    | 25.000        |
| Atlético Nacional       | Diego Bedoya          | Medellín      | Atanasio Girardot                                | 44.410        |
| Deportivo Cali          | John Alberto Ortiz    | Palmira       | Deportivo Cali                                   | 44.000        |
| Fortaleza CEIF          | Diego Rodríguez Toro  | Chía          | Villa Olímpica de Chía                           | 1.000         |
| Medellín Formas Íntimas | Carlos Paniagua       | Medellín      | Atanasio Girardot                                | 44.410        |
| La Equidad              | Álvaro Duarte         | Bogotá        | Metropolitano de Techo                           | 10.000        |
| Llaneros                | John Alexandre Ortega | Villavicencio | Estadio Bello Horizonte                          | 15.000        |
| Millonarios             | Carlos Gómez          | Bogotá        | Nemesio Camacho El Campín Metropolitano de Techo | 36.343 10.000 |
| Real Santander          | Expencer Uribe        | Piedecuesta   | Estadio Villa Concha                             | 5.500         |
| Santa Fe                | Albeiro Erazo         | Bogotá        | Nemesio Camacho El Campín                        | 36.343        |

### Localización
| Bogotá, D. C.   | 3 | La Equidad , Santa Fe y Millonarios        | Real Santander Llaneros Bucaramanga Bogotá Cali Medellín Equipos de Medellín: · Atlético Nacional · Independiente Medellín Equipos de Cali: · América de Cali · Deportivo Cali Equipos de Bogotá: · Millonarios · Santa Fe · La Equidad |
| Valle del Cauca | 2 | América de Cali, Deportivo Cali            | Real Santander Llaneros Bucaramanga Bogotá Cali Medellín Equipos de Medellín: · Atlético Nacional · Independiente Medellín Equipos de Cali: · América de Cali · Deportivo Cali Equipos de Bogotá: · Millonarios · Santa Fe · La Equidad |
| Antioquia       | 2 | Atlético Nacional e Independiente Medellín | Real Santander Llaneros Bucaramanga Bogotá Cali Medellín Equipos de Medellín: · Atlético Nacional · Independiente Medellín Equipos de Cali: · América de Cali · Deportivo Cali Equipos de Bogotá: · Millonarios · Santa Fe · La Equidad |
| Santander       | 2 | Atlético Bucaramanga y Real Santander      | Real Santander Llaneros Bucaramanga Bogotá Cali Medellín Equipos de Medellín: · Atlético Nacional · Independiente Medellín Equipos de Cali: · América de Cali · Deportivo Cali Equipos de Bogotá: · Millonarios · Santa Fe · La Equidad |
| Cundinamarca    | 1 | Fortaleza CEIF                             | Real Santander Llaneros Bucaramanga Bogotá Cali Medellín Equipos de Medellín: · Atlético Nacional · Independiente Medellín Equipos de Cali: · América de Cali · Deportivo Cali Equipos de Bogotá: · Millonarios · Santa Fe · La Equidad |
| Meta            | 1 | Llaneros                                   | Real Santander Llaneros Bucaramanga Bogotá Cali Medellín Equipos de Medellín: · Atlético Nacional · Independiente Medellín Equipos de Cali: · América de Cali · Deportivo Cali Equipos de Bogotá: · Millonarios · Santa Fe · La Equidad |